# IC 1856
IC 1856 је спирална галаксија у сазвјежђу Кит која се налази на листи објеката дубоког неба у Индекс каталогу.
Деклинација објекта је - 0° 46' 2" а ректасцензија 2h 48m 50,8s. Привидна величина (магнитуда) објекта IC 1856 износи 13,6 а фотографска магнитуда 14,4. IC 1856 је још познат и под ознакама UGC 2291, MCG 0-8-21, CGCG 389-21, IRAS 02463-0058, PGC 10647.